# Salitre de López
Salitre de López är en ort i Mexiko, tillhörande kommunen Amatepec i den sydvästra delen av delstaten Mexiko, i den centrala delen av landet. Orten hade 177 invånare vid folkräkningen 2010.